# Фуджейра
Фуджейра (на арабски: الفجيرة) е едно от седемте емирства, образуващи Обединените арабски емирства. От 2004 г. е управлявано от шейх Хамад ибн Мухамад аш-Шарки. Включва две основни части, разположени на източното крайбрежие на страната.

## География
Фуджейра е единственото от 7-те емирства с излаз на Оманския залив (останалите 6 са разположени на Персиийския залив). Бреговата му ивица е дълга около 90 km и е известна туристическа дестинация. Населението му е около 130 000 жители, а площта му – 1150 km² (1,4% от цялата площ на ОАЕ), което го прави петото по големина емирство. Столица и най-голям град е град Фуджейра с население от 54 хил. души.
Фуджейра е и единственото емирство, което е съставено предимно от планини (голяма част от останалите емирства в ОАЕ са покрити от пустини). Средната температура през лятото е между 30 – 40 °C, а през зимата – от 25 до 30 °C. Дъждовният сезон е през зимата.

## История
Фуджейра е най-младото емирство в ОАЕ. До 1953 година то е част от емирството Шарджа.

## Икономика
Продукцията на петрол и туризмът играят главни роли в икономиката на емирството. Фуджейра разполага с карго летище (Fujairah International Airport).